# Julio Soler
Julio César Soler Barreto (ur. 16 lutego 2005 w Asunción) – argentyński piłkarz pochodzenia paragwajskiego grający na pozycji lewego obrońcy w angielskim klubie A.F.C. Bournemouth. Młodzieżowy reprezentant Argentyny. Uczestnik Letnich Igrzysk Olimpijskich 2024 w Paryżu.